# إرنست وايس
إرنست وايس هو متسابق يخت كندي، ولد في 9 أكتوبر 1926 في تورونتو في كندا.

## وصلات خارجية
- إرنست وايس على موقع أوليمبيديا (الإنجليزية)